# 初恋 (佐藤ひろ美の曲)
「初恋」（はつこい）は、佐藤ひろ美（佐藤裕美名義）の楽曲。上松範康が作詞・作曲を手掛けた。佐藤の3枚目のシングルとして2002年10月25日にRUNEから発売された。

## 概要
佐藤のシングルとしては前作「born」以来、約2か月ぶりのリリースとなる。
表題曲はアダルトゲーム『初恋』のオープニングテーマとして使用された。楽曲ではNANAがバッキング・ボーカルとして参加している。
カップリング曲として、表題曲のアコースティックアレンジ、ショートとカラオケバージョン3曲が収録されており、同ゲームのエンディングテーマ「まじない」（原曲の歌唱はYURIA）のインストロメンタルバージョンが収録されている。
表題曲は2枚目のアルバム『Sugar kiss 〜テーマソングコレクション〜』に収録されている。

## シングル収録内容
| 全作曲: 上松範康。 |                                         |           |            |          |      |
| #                  | タイトル                                | 作詞      | 作曲・編曲 | 編曲     | 時間 |
| 1.                 | 「初恋」                                | 上松範康  | 上松範康   | 上松範康 | 4:08 |
| 2.                 | 「初恋」(アコースティックアレンジ Ver.) | 上松範康  | 上松範康   | 上松範康 | 5:09 |
| 3.                 | 「初恋」(カラオケ Ver.)                 |           | 上松範康   |          | 4:07 |
| 4.                 | 「初恋」(ショート Ver.)                 |           | 上松範康   |          | 1:26 |
| 5.                 | 「まじない」(インストゥルメンタル)      |           | 上松範康   | 藤間仁   | 3:38 |
| 合計時間:          | 合計時間:                               | 合計時間: | 合計時間:  | 18:28    |      |